# 시오리 (가수)
시오리(1994년 ~ )는 일본의 가수다.

## 방송
- PRODUCE 101 (2016) - 발표순위 77위

## 음반
- いつまでも (2017)